# Национална кардиологична болница
Националната кардиологична болница (съкратено МБАЛ „НКБ“, старо наименование – „Трета градска болница“) е многопрофилна болница за активно лечение в София. Тя е университетска болница – част от структурата на Софийския медицински университет. МБАЛ „НКБ“ е единствената болница в България с отделения за детска кардиология и детска кардиохирургия.

## Медицински специалисти
В МБАЛ „НКБ“ работят над 800 души – 190 лекари, 482 специалисти по здравни грижи и 212 души немедицински персонал. Лекарите имат поне една призната медицинска специалност. Много от тях са университетски преподаватели – един академик, 12 хабилитирани сътрудници (професори и доценти), 67 асистенти. МБАЛ „НКБ“ поддържа над 300 болнични легла, от които 55 са в отделението за кардиологична рехабилитация в Банкя, а 58 са в клиники и отделения за интензивно лечение.